# Dracophyllum townsonii
Dracophyllum townsonii là một loài thực vật có hoa trong họ Thạch nam. Loài này được Cheeseman mô tả khoa học đầu tiên năm 1906.